# Zygmunt Zaremba

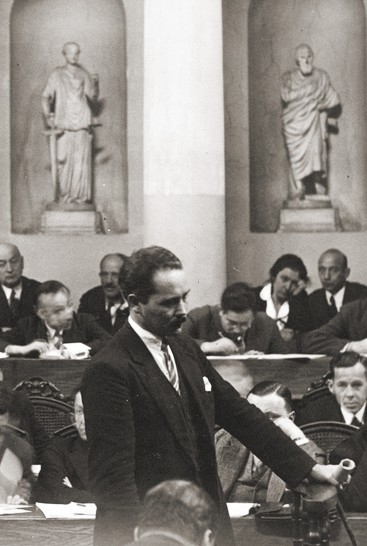
Zygmunt Zaremba jako świadek na procesie brzeskim (1931)

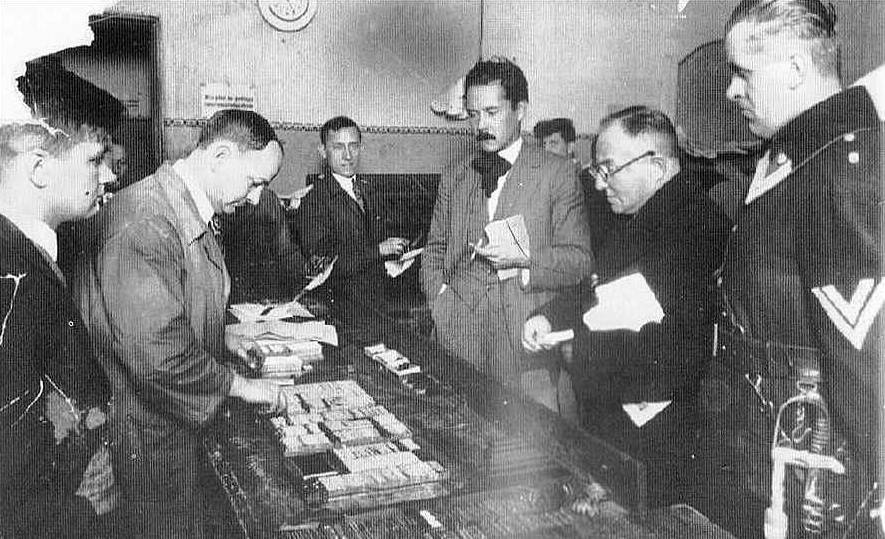
Rewizja w redakcji pisma socjalistycznego ok. 1935. W środku z papierosem Zygmunt Zaremba

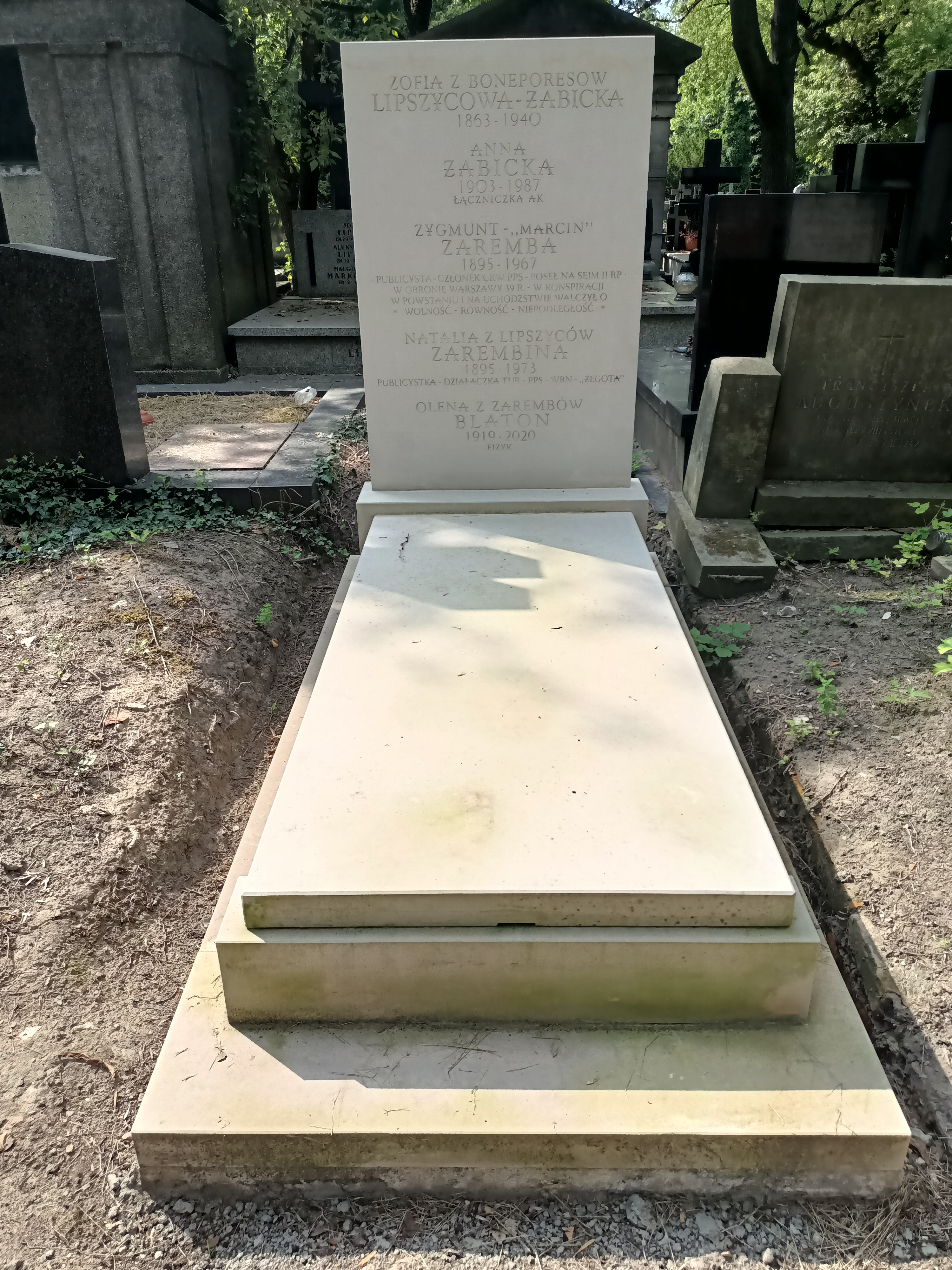
Grób Natalii Zarembiny i Zygmunta Zaremby na Cmentarzu Powązkowskim

Zygmunt Zaremba, ps. Andrzej Czarski, Wit Smrek, Marcin, Smreczyński (ur. 28 kwietnia 1895 w Piotrkowie Trybunalskim, zm. 5 października 1967 w Sceaux pod Paryżem) – polski polityk socjalistyczny, działacz emigracyjny, publicysta.

## Dzieciństwo i młodość
Urodził się w rodzinie ziemiańskiej. Ojciec był emerytowanym pułkownikiem armii carskiej, zaś stryjowie uczestniczyli w powstaniu styczniowym.
W trakcie nauki w piotrkowskim gimnazjum w 1905 uczestniczył w strajku szkolnym. Dzięki przyjaźni z Bolesławem Dratwą z Piotrkowa, razem z Tadeuszem Żarskim, Marianem Nowickim, Tadeuszem Puszczyńskim zapoznał się z ideami socjalistycznymi. W trakcie kontynuacji nauki w Gimnazjum Chrzanowskiego w Warszawie wstąpił do konspiracyjnego Związku Młodzieży Postępowo-Niepodległościowej (ZMPN), działającego pod patronatem PPS – Frakcja Rewolucyjna, gdzie po krótkim okresie wybrano go do Zarządu Warszawskiego. Konflikt z katechetą zmusił Zarembę do opuszczenia szkoły i przeniesienia się do Gimnazjum Michała Kreczmara, sympatyka PPS.
W 1912 został członkiem Polskiej Partii Socjalistycznej, a w tym samym roku na Zjeździe Związku Młodzieży Postępowo-Niepodległościowej został wybrany do pięcioosobowego Centralnego Komitetu (razem ze Stefanem Dziugiełłem, Stefanem Starzyńskim, Tadeuszem Święcickim i Tadeuszem Żarskim). 
Po wstąpieniu do PPS przyłączył się do zwolenników Feliksa Perla i PPS-Opozycji. 
W 1914 uczestniczył w ogólnokrajowej konferencji PPS-Opozycji w Krakowie. Na kilka tygodni przed wybuchem wojny został aresztowany i osadzony w więzieniu, które opuścił po ośmiu tygodniach. W tym samym roku zdał egzaminy maturalne.
W tym czasie współpracował z Tadeuszem Szturm de Sztremem organizującym Oddział Lotny Wojsk Polskich nawiązujący do tradycji Organizacji Bojowej PPS. 
Konieczność ukrywania się przed policją spowodowała, że wyjechał najpierw pod Ostrołękę, a następnie już z żoną Natalią (poznaną w ZMPN) do Kijowa i dalej do Charkowa, gdzie pracował i na miejscowym uniwersytecie studiował prawo. W maju 1915 razem z żoną założył na Uniwersytecie Unię Młodzieży Postępowo-Niepodległościowej. Brał udział w wydawaniu nielegalnego pisma i prowadził koło samokształceniowe dla polskich robotników kolejowych.
Po wybuchu rewolucji lutowej 1917 w Rosji był twórcą Zjednoczenia Socjalistycznego Polskiego na Ukrainie, grupującego członków wszystkich polskich organizacji socjalistycznych na Ukrainie (PPS, PPS-Lewica, SDKPiL). Redagował pismo Zjednoczenia Jedność Robotnicza. Na tle haseł niepodległościowych oraz taktyki partii rosyjskich we wrześniu 1917 w Zjednoczeniu doszło do rozłamu. Po jego rozpadzie Zaremba stanął na czele Okręgowego Komitetu Robotniczego PPS Ukrainy lewobrzeżnej i wszedł w skład Centralnego Komitetu Wykonawczego PPS w Rosji. W lipcu 1918 powrócił do Polski.

## Działalność w II Rzeczypospolitej
We wrześniu 1918 wziął udział w konspiracyjnym XIV Zjeździe PPS w Warszawie. Reprezentował tam lewicowe skrzydło przeciwstawiając się koalicji PPS z partiami prawicy i centrum. Został – jako najmłodszy wiekiem – wybrany do Centralnego Komitetu Robotniczego PPS. 11 listopada 1918 był współorganizatorem manifestacji na rzecz rządu Daszyńskiego i członkiem delegacji z Tadeuszem Szturm de Sztremem, która chciała wręczyć Józefowi Piłsudskiemu czerwony sztandar. Piłsudski odmówił, stwierdzając, że ma obowiązek działania w imieniu całego narodu. Uczestniczył również w delegacji, która 13 listopada po demonstracji PPS zawiesiła czerwony sztandar na Zamku Królewskim w Warszawie.
W 1918 z ramienia PPS wchodził w skład Komitetu Wykonawczego Warszawskiej Rady Delegatów Robotniczych. Na zjednoczeniowym XV Zjeździe PPS w Krakowie w 1919 łączącym socjalistów trzech zaborów został wybrany do Rady Naczelnej oraz do Centralnego Komitetu Wykonawczego, w których zasiadał do 1945. W 1920 przeciwstawiał się wejściu PPS do koalicyjnego rządu obrony narodowej Wincentego Witosa, uważając, że należy utworzyć lewicowy rząd, który pokieruje obroną kraju.
Od początku lat dwudziestych był jednym z przywódców Związku Robotniczych Stowarzyszeń Spółdzielczych (wiceprzewodniczący Rady Nadzorczej, przewodniczący zarządu).
W 1919 kandydował bez skutku do Sejmu Ustawodawczego z okręgu częstochowsko-radomszczańskiego. W wyborach w 1922 kandydując na pierwszym miejscu w okręgu Piotrków-Brzeziny nie uzyskał mandatu w okręgu, jednak został posłem z listy państwowej. 
W kolejnych wyborach parlamentarnych w 1928 lista PPS w Piotrkowie otrzymała blisko 25%, co umożliwiło uzyskanie dwóch mandatów poselskich: Zygmunta Zaremby i Adama Próchnika. 
W wyborach parlamentarnych w 1930 kandydował z koalicyjnej listy Centrolewu: „Związku Obrony Prawa i Wolności Ludu”, uzyskując mandat poselski. 
Był jednym z najczynniejszych publicystów PPS. Redaktor Pobudki, Robotnika, Tygodnia Robotnika, Dziennika Ludowego, Światła. 
Twórca koncernu Zespół Czasopism PPS grupującego Dziennik Ludowy, Tydzień Robotnika, Chłopską Prawdę, miesięczniki Głos Kobiet, Młodzi Idą, Światło. Zgromadził wówczas wokół siebie grupę młodych dziennikarzy. Byli to m.in. Zbigniew Mitzner, Stanisław Niemyski, Władysław Jakubowski, Stefan Matuszewski, Stanisław Chudoba, Jan Dąbrowski, Rafał Praga, Feliks Gross, Julian Hochfeld, Stefan Arski.
Był zdecydowanym przeciwnikiem władz warszawskiego OKR PPS z przewodniczącym Rajmundem Jaworowskim popierającym politykę rządu i Józefa Piłsudskiego. Był inicjatorem zmian, które zakończyły się rozłamem i powstaniem PPS dawna Frakcja Rewolucyjna. Był oskarżany przez przeciwników jako osoba, która doprowadziła do rozłamu.
Od 1934 do 1939 wiceprzewodniczący Warszawskiego OKR PPS.
Był przedstawicielem lewicy partyjnej przeciwstawiając się jednocześnie tendencjom "jednolitofrontowym" z Komunistyczną Partią Polski. Na XXIV Kongresie PPS w 1937 doprowadził skutecznie do uniemożliwienia kandydowania do Rady Naczelnej Wandzie Wasilewskiej. 
Występował jednak w obronie Tadeusza Żarskiego byłego członka PPS i działacza KPP oskarżanego i skazanego w ZSRR za „współpracę z wywiadem polskim”. Spowodowało to gwałtowny atak KPP przeciw Zarembie. 
W 1938 wraz Bronisławem Ziemięckim, Władysławem Piontkiem, Tomaszem Arciszewskim, Stanisławem Dubois, Adamem Próchnikiem, Marianem Nowickim i innymi działaczami PPS uzyskał mandat radnego w Warszawie.

## Wojna i konspiracja
W czasie obrony Warszawy we wrześniu 1939 był współorganizatorem i przewodniczącym Robotniczego Komitetu Pomocy Społecznej. Inicjator powołania i organizator Robotniczych Batalionów Obrony Warszawy w 1939. W tym czasie jednocześnie kierował wydawaniem Dziennika Ludowego (połączonego w trakcie oblężenia z Dziennikiem Powszechnym). W wystąpieniu radiowym w dniu 16 września mówił: 

Lud stanął murem w obronie Ojczyzny i muru tego wróg nie przebije. Ustały walki partyjne. Każdy obywatel czuje, że broniąc Polski broni swej matki–Ojczyzny.

 20 września, jako jeden z trzech przedstawicieli PPS, został członkiem ponadpartyjnego Komitetu Obywatelskiego przy dowódcy Armii „Warszawa”. Za udział w obronie Warszawy odznaczony Krzyżem Walecznych.
Podjął decyzję o wywieszeniu 27 września 1939 odezwy (tzw. różowa odezwa – od koloru papieru), informującej, że działalność organizacji PPS i Robotniczego Komitetu Pomocy Społecznej zostaje z dniem dzisiejszym zawieszona. Formalnie stanowiła ona wykonanie umowy kapitulacyjnej, faktycznie miała ukryć przed Niemcami kontynuację działań konspiracyjnych. Odezwa ta traktowana rozszerzająco na cały kraj stała się przyczyną oskarżeń o samowolę, była również wykorzystywana przez grupy lewicy socjalistycznej jako przyczynek do nieuznawania PPS-WRN jako kontynuatorki przedwojennej PPS. 
Razem z Kazimierzem Pużakiem i Mieczysławem Niedziałkowskim był jednym z twórców i przywódców podziemnej Polskiej Partii Socjalistycznej (PPS-WRN). Członek Centralnego Kierownictwa Ruchu odpowiedzialny m.in. za prasę, kierując wraz ze Stanisławem Niemyskim i Józefem Wadiasem Wydziałem Prasowym.
Od października 1939 redagował pismo Informator (oparte na nasłuchu radiowym i przepisywane na maszynie ok. 100 egz.), zaś od stycznia 1940 drukowane pismo WRN (od 3 do 8 tys. egz.) – od stycznia 1941 jako dwutygodnik. W czerwcu 1944 WRN powrócił do nazwy Robotnik, również redagowany przez Zarembę.
Po wyjeździe do Londynu Tomasza Arciszewskiego od lipca 1944 stał na czele Centralnego Kierownictwa Ruchu. Główny twórca „Programu Polski Ludowej” sztandarowego dokumentu programowego socjalistów oraz autor publikacji „Demokracja społeczna. Wizja ustroju przejściowego” najbardziej dojrzałego dokumentu określającego koncepcje ustrojowe socjalistów. 
Od stycznia 1944 wraz z był wraz z Kazimierzem Pużakiem i Tomaszem Arciszewskim przedstawicielem PPS w podziemnym parlamencie Radzie Jedności Narodowej.
Uczestniczył w powstaniu warszawskim w Śródmieściu. Od 2 sierpnia do 4 października wydał 61 numerów Robotnika. Był jednym z organizatorów przedrukowywanych w Londynie apeli do działaczy lewicy w Wielkiej Brytanii i USA o wsparcie dla powstania. Wraz z Pużakiem był inicjatorem wydania w czasie powstania ustawy o radach zakładowych, mającej na celu wprowadzenie zasady współzarządzania w zakładach pracy.
Po kapitulacji powstania uczestniczył w pracach Rady Jedności Narodowej. Przewidziany wraz z Wincentym Witosem jako przedstawiciel władz na wyjazd do Londynu w operacji „Most IV”. Planowana na późną jesień 1944 operacja przerzutu lotniczego nie doszła jednak ostatecznie do skutku.
W styczniu 1945 jako pełnomocnik CKW Ostoja wydał okólnik wzywający do bojkotu „lubelskiej” PPS. 
Po aresztowaniu „szesnastu” 24 kwietnia 1945 wyznaczony na jednego z współprzewodniczących Rady Jedności Narodowej, którą pełnił do 1 lipca 1945. 
W grudniu 1944 raz z Tadeuszem Szturm de Sztremem rozpoczął wydawanie pism AS oraz Przegląd krajowy (wydawane w konspiracji do lipca 1945). 
Uczestniczył w posiedzeniach podziemnej Rady Naczelnej PPS 15 marca i 5 lipca 1945 pod przywództwem Zygmunta Żuławskiego, na których zdecydowano o formule legalizowania działalności podziemnej PPS. 
W dniu 23 czerwca 1945 wydał kolejne pismo Do wszystkich członków PPS wzywające do oczekiwania na decyzje legalnych władz PPS, zaś na spotkaniu podziemnego CKW PPS w dniu 30 czerwca 1945 Zygmunt Zaremba podjął decyzję o rozwiązaniu podziemnej sieci organizacyjnej. 
Jednak przedstawiciele „lubelskiej” PPS jako jeden z warunków połączenia wskazywali zakaz działalności publicznej dla Zygmunta Zaremby. Po zerwaniu umowy przez „lubelską” PPS, współpracował z Zygmuntem Żuławskim przy nieudanej próbie tworzenia Polskiej Partii Socjalno-Demokratycznej. Po klęsce koncepcji Żuławskiego postanowił dalej kontynuować działania konspiracyjnej PPS. 
Jesienią 1945 przygotował projekt Tez ideologicznych PPS dyskutowany w gronie byłych działaczy PPS-WRN: Kazimierza Pużaka (który powrócił z moskiewskiego więzienia), Tadeusza Szturm de Sztrema, Józefa Dzięgielewskiego, Ludwika Cohna, Mariana Bomby, Kazimierza Rysiewicza, Leszka Florczyka.

## Emigracja
Zagrożony aresztowaniem, w marcu 1946 wyjechał do Francji pod fałszywym nazwiskiem wraz z transportem Polskiego Czerwonego Krzyża. 
Latem 1946 został przewodniczącym powołanej z jego inicjatywy Delegacji Zagranicznej PPS (reprezentującej krajowe struktury niezależnej Polskiej Partii Socjalistycznej).
Od 1948 do 1957, a następnie od 1961 do 1967 przewodniczący Rady Centralnej PPS (odpowiednik Rady Naczelnej PPS na emigracji), współtwórca i przewodniczący Międzynarodowego Biura Socjalistycznego i następnie Unii Socjalistycznej Europy Środkowo-Wschodniej (organizacji grupującej emigracyjnych socjalistów) stowarzyszonej z Międzynarodówką Socjalistyczną. Jest autorem dokumentu programowego Unii „Socjalistyczna alternatywa”. 
W 1947 założył w Paryżu Towarzystwo Wydawnicze Światło. Od 1947 do 1959 pod firmą Towarzystwa, Zaremba wydawał kwartalnik Światło, a później – w latach 1964–1966 – pismo Droga. Publikował też książki, przeważnie w serii Biblioteka Społeczna. Ogłosił m.in. własne prace Narodziny klasy rządzącej w ZSRR (1958) i Przemiany w ruchu komunistycznym (1965), Feliksa Grossa, Druga rewolucja przemysłowa, książkę swojej żony, Natalii Zarembiny Ruski miesiąc (1948) oraz Lidii Ciołkoszowej Generał Walery Wróblewski (1952).
W 1948 należał do założycieli Rady Politycznej skupiającej PPS, Stronnictwo Narodowe, Ruch Niepodległość i Demokracja, Polskie Stronnictwo Ludowe – Odłam Jedności Narodowej, oraz część Stronnictwa Pracy. Zaremba pełnił tam funkcję szefa Komisji ds. krajowych. Od 1950 Rada przy współpracy finansowej i organizacyjnej Amerykanów próbowała docierać do kraju i zbierać informacje o różnych aspektach życia w Polsce. Akcja została rozpracowana przez UB doprowadzając do głośnej Afery Bergu.

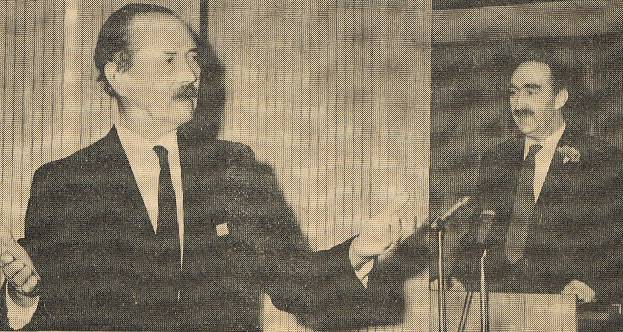
Zygmunt Zaremba i Albert Carthy sekretarz Międzynarodówki Socjalistycznej, 6 września 1964 w Brukseli na obchodach 100-lecia Międzynarodówki Socjalistycznej

Po 1956 zaczął się rozdźwięk pomiędzy Zarembą a Adamem Ciołkoszem na tle strategii i taktyki PPS. Adam Ciołkosz był zwolennikiem konsolidacji środowisk emigracyjnych broniących praw Polski na świecie, trwania państwa na wygnaniu. Był również zdecydowanym antykomunistą sceptycznie nastawionym do reform w PRL. Zaremba nie interesował się emigracją, zdecydowany był na budowanie lewicowego, ideowego oddziaływania na kraj, uważając, że perspektywą Europy Środkowej jest proces uniezależniania i demokratyzacji przebiegający wewnątrz kraju. 
Spór spowodował wykluczenie z PPS w kwietniu 1960 Adama Ciołkosza, który natychmiast powołał Centralny Komitet Odbudowy PPS. Tym samym na emigracji od 1960 do 1987 funkcjonowały dwie organizacje pod nazwą PPS. 
W marcu 1960 w trakcie wizyty Nikity Chruszczowa we Francji wraz z innymi uchodźcami z Europy Wschodniej został zatrzymany przez policję i deportowany na blisko miesiąc do Propriano na Korsyce. Robotnik w specjalnym oświadczeniu wyraził oburzenie, że „w kraju, który kolebką wolności, równości i braterstwa ludów [Zaremba] został potraktowany w sposób, który by nas nie zdziwił w sowieckiej Rosji lub faszystowskiej Hiszpanii”.
W ostatnim roku życia, ciężko chory, rozważał powrót do kraju (gdzie mieszkały jego dzieci i wnuki), ale nie podjął w tym kierunku żadnych działań. Córka – Olena Blatonowa – bez wiedzy ojca zwróciła się do wiceministra kultury Kazimierza Rusinka z pytaniem o możliwość powrotu oraz wydania książki Pokolenie przełomu. Rusinek po konsultacjach z Józefem Cyrankiewiczem i Zenonem Kliszko odpowiedział negatywnie na oba pytania. 
Natalia Zarembina, żona Zygmunta i działaczka PPS-WRN powróciła do Polski w 1970. Zmarła w Warszawie 30 kwietnia 1973. Zostali pochowani na cmentarzu Powązkowskim w Warszawie (kwatera 139-3-26).
W okresie PRL funkcjonował na cenzorskiej liście osób, których nazwiska bezwarunkowo eliminowano (z wyjątkiem ocen krytycznych), z prasy, radia i TV oraz publikacji periodycznych o nienaukowym charakterze.

## Publikacje
- (ps. Andrzej Czarski), Zbrodnicza polityka przeciwników Rządu Ludowego, (Warszawa) 1919
- (ps. Andrzej Czarski), Czy jest PPS i do czego dąży Lublin 1919
- (ps. Andrzej Czarski), Jak i kogo wybierać do Sejmu, Warszawa: Robotnik, 1919
- (razem z Marianem Malinowskim), Sekret zwycięstwa, Warszawa 1920
- Klasa robotnicza a prawo o kasach chorych. Warszawa 1921
- Z zagadnień polityki socjalistycznej w Polsce (kierunki w socjalizmie; walka klas w Polsce; o stanowisko partii), Warszawa 1921
- Neutralność czy klasowość? Z zagadnień ruchu spółdzielczego w Polsce, Warszawa 1923
- (ps. Andrzej Czarski) Od Borysowa do Rygi. Uwagi krytyczne o dyplomacji, wojnie i pokoju w 1920, Warszawa 1930
- (ps. Ant. I. Levebre), Historia Marka de Levebre, Warszawa 1930, Opowiadanie. Skonfiskowane przez cenzurę.
- Racjonalizacja – kryzys – proletariat, Warszawa 1933
- Narodziny polskiego faszyzmu. Fragment dziejów ruchu robotniczego w Polsce, Warszawa (1933)
- Bezdroża kapitalizmu i drogowskazy przyszłości, Warszawa 1934
- PPS w Polsce Niepodległej, Warszawa 1934
- Obrona Warszawy. Wrzesień 1939, Wyd. I Warszawa WRN 1940, Wyd. II Londyn 1941; również wydanie w języku angielskim w USA
- Trzecia republika, Warszawa 1940
- (ps. Wit Smrek), Demokracja społeczna. Próba wizji ustroju przejściowego, Wydawnictwo WRN, Warszawa 1944 (w wydaniu podano 1934)
- (ps. Wit Smrek), Komunizm i faszyzm, Wydawnictwo WRN, Warszawa 1944
- Powstanie sierpniowe
Publikacja napisana w trakcie powstania. Wyniesiona z Warszawy w sześciu egzemplarzach, m.in. przez Tadeusza Szturm de Sztrema, przewieziona na mikrofilmach; w styczniu 1945 r. ukazało się wówczas pod okupacją niemiecką wydanie I w nakładzie 800 egzemplarzy. Publikacja została przewieziona do Londynu przez kuriera Jana Nowaka-Jeziorańskiego i ukazała się na łamach Robotnika Polskiego w Wielkiej Brytanii nr 6-10 z 1945 r. oraz Robotnika Polskiego w Nowym Jorku nr 18-25 z 1945 r. Wydanie II (w nakładzie 3 tys. egz.) ukazało się w konspiracji w kraju w czerwcu 1945 r. Wydanie III (poprawione i uzupełnione) z przedmową Adama Ciołkosza i Zygmunta Zaremby – w Londynie w 1946 r. W 1985 na podstawie wydania II w 41 rocznicę powstania warszawskiego ukazało się kolejne konspiracyjne (sygnowane wydawnictwem Nadzieja) wydanie z przedmową Władysława Bartoszewskiego. W 1990 r. ukazało się już półlegalne wydanie w Oficynie Wydawniczej Rytm w zbiorze Zygmunt Zaremba, Powstanie sierpniowe. Wybór tekstów i opracowanie: Marian Marek Drozdowski i Olena Zaremba-Blatonowa, razem z artykułami z powstania i późniejszymi wspomnieniami autora. Publikacja była również tłumaczona na angielski, francuski, włoski: La commune de Varsovie: trahie par Staline massacrée par Hitler, Imprint Paris : Spartacus, 1947 oraz The Warsaw commune: betrayed by Stalin, massacred by Hitler (transl. by Al Richardson), London, Socialist Platform, 1997, La verita sull’insurrezione di Varsavia nel 1944, Edito A Cura Del Partito Socialista Polacco in Italia, Roma (1946?).

- Polska nie będzie się wstydzić swojego Podziemia, Światło, nr 3-4, Paryż 1948
- Kazimierz Pużak: szkic życiorysu, Wydawnictwo Delegacji Zagranicznej PPS, Paryż 1950
- Sześćdziesiąt lat walki i pracy PPS. Szkic historyczny, Wydawnictwo CKZ PPS, Londyn (1952)
- Les transformations sociales en Pologne, (Paryż 1953)
- Deeds, not words! The hypocrisy of the present Polish rulers, Imprint London, Socialist Union of Central-Eastern Europe, (1956?), Wielka Brytania
- Nie wystarczy wyrzec się Stalina… trzeba wykorzenić zbrodnie stalinizmu; Światło-Robotniczy Przegląd Gospodarczy, Paryż (1956) oraz wydanie francuskie Il ne suffit pas de renier Staline…, La Délégation a l'Étranger du Parti Socialiste Polonais, (Paris, 1956)
- Wojna i konspiracja, Londyn 1957; wydanie I krajowe: Kraków 1991, Wydawnictwo Literackie, ISBN 83-08-02371-1 (słowo wstępne: Jan Józef Lipski, przedmowa Andrzej Friszke)
- (redaktor) Socjalizm, marksizm, komunizm, Paryż 1958
- Narodziny klasy rządzącej w Z.S.R.R., Biblioteka społeczna Światło, Paryż 1958
- Cel i droga: dwa dokumenty, Wydawnictwo Światło, Paryż 1963
- Przemiany w ruchu komunistycznym, Wydawnictwo Światło, Paryż 1965 (Biblioteka społeczna t. 4)
- Słowo o Wacławie Machajskim, Paryż 1967
- Wspomnienia. Pokolenie przełomu, Kraków, Wydawnictwo Literackie 1983
- Listy 1946-1967, oprac. Olena Blatonowa, Andrzej Friszke ISP PAN, Warszawa 2000
- Żeby chociaż świat wiedział. Obrona Warszawy 1939, Powstanie sierpniowe 1944, oprac. Olena Blatonowa, Andrzej Friszke, Bellona, Warszawa 2010.